# 海秀镇
海秀镇是中国海南省海口市秀英区下辖的一个镇。

## 行政区划
海秀镇下辖海榆社区、新村村、水头村、业里村、儒益村、周仁村和永庄村。